# Jawanowie
Jawanowie – w starożytnych źródłach indyjskich nazwa oznaczająca Greków, w szerszym znaczeniu określano nią później wszystkich cudzoziemców z Zachodu. W węższym znaczeniu odnosiła się do mieszkańców Królestwa Greko-Baktryjskiego i Królestwa Indo-Greckiego, potem także do ich w pełni już zindianizowanych potomków zamieszkujących Indie. Świadectwem tego są na przykład buddyjskie groty skalne w pobliżu Nashik we wschodniej części stanu Maharasztra, których fundatorzy określają się w inskrypcji jako Jawanowie, ale noszą typowo indyjskie imiona: Dhammarakhita, Indragnidatta, Sihadhaya, Vitasugata, Dhamadaya, Culakayakha i Yasavadhana.
Sanskrycki termin Yavana wywodzi się bezpośrednio od nazwy Jonów, jego pochodzenie związane jest z Grekami deportowanymi po upadku powstania jońskiego do wschodnich satrapii państwa Achemenidów.